# 弗羅格敦 (密蘇里州)
弗羅格敦（英語：Frogtown）是位於美國密蘇里州華盛頓縣的非建制地區。

## 地理
弗羅格敦所處的海拔為高於海平面332米（即1089英呎），而該地所採用的時區為UTC-6，即北美中部時區（CST）。同時該地設有夏令時間，為UTC-6調快一小時，即UTC-5（CDT）。